# بكير بوزداغ
بكر بوزداغ (بالتركية: Bekir Bozdağ)‏ (وُلد في 1 أبريل 1965 في يوزغات، تركيا)، هو سياسي ووزير ومحامي وباحث تركي متخصص في علم الأديان، ينتمي لحزب العدالة والتنمية وهو يحظى بشعبية وحضور واسعين في مسقط رأسه وسط تركيا، وقد عُيِّن وزيراً للعدل منذ 24 نوفمبر 2015.

## سيرته الذاتية
ازداد بكر بوزداغ في 1 أبريل 1965 بمدينة أق داغ معدني الواقعة بمحافظة يوزغات، لأسرة محافظة. التحق بوزداغ بجامعة أولوداغ في بورصة التركية حيث تخرج من "كلية الإلهيات"، وحصل من ذات الجامعة على درجة الماجستير في تاريخ الأديان، ثم درس بعدها في كلية الحقوق بجامعة سلجوق في قونية حيث حاز على شهادة في القانون، مما مكنه من مزاولة المحاماة لبعض الوقت.
بكر بوزداغ، هو أحد مؤسسي تشكيلات حزب العدالة والتنمية في مسقط رأسه بمحافظة يوزغات، وقد بدأ حياته السياسة منذ التسعينيات، حيث اُنتخب عام 2002 نائباً عن قوائم حزب العدالة والتنمية في البرلمان التركي ممثلاً لمحافظته كا أُعيد انتخابه عام 2007 و2011 و2015. يحظى بوزداغ بشعبية ملحوظة في مسقط رأسه يوزغات، التي خدمها بعدد من المشاريع التي وفرت فرص عمل جيدة لأبنائها. إضافة إلى ذلك فقد عمل بوزداغ مساعداً لرئيس الوزراء رجب طيب أردوغان في الحكومة الحادية والستين، وعُيِّن مساعداً لرئيس حزب العدالة والتنمية المسؤول عن شؤون الانتخابات اعتباراً من 13 سبتمبر 2015. كما عُيّن بوزداغ وزيراً للعدل في الحكومة التركية الرابعة والستين منذ من 24 نوفمبر 2014.

## وصلات خارجية
bybekirbozdag على تويتر.